# Heraklas von Alexandria
Heraclas von Alexandria (griechisch Heraklas; † 248) war von 232 bis 248 als Nachfolger des Demetrius Bischof von Alexandria.

## Leben
Heraclas, obwohl mindestens fünf Jahre älter als Origenes, galt, wie Eusebius von Caesarea in seiner Kirchengeschichte berichtet, als dessen Schüler und Assistent und hatte, als Origenes ins Exil gezwungen wurde, dessen Vorsitz der alexandrinischen Katechetenschule übernommen. Heraclas’ Kenntnisse der Philosophie und des Griechischen waren es dann, die Sextus Iulius Africanus dazu bewogen, zu ihm nach Ägypten zu reisen. Heraclas wurde von Bischof Demetrius zum Priester geweiht, der selbst ein entschiedener Gegner des Origenes war, seit dieser in Caesarea begonnen hatte, zu predigen, ohne ordiniert zu sein. Der Streit war weiter eskaliert, als Origenes dann ohne Zustimmung des Demetrius die Weihe zum Priester erhielt; Demetrius berief daraufhin eine Synode ein, die diese Weihe für ungültig erklärte. Bald darauf starb Demetrius und Heraclas wurde dessen Nachfolger im Bischofsamt. Origenes kehrte nach Alexandria zurück, doch fühlte sich Heraclas offenbar an den Beschluss der Synode gebunden und bekräftigte die Absetzung des Origenes, den er aus Alexandria vertrieb und über den er wegen angeblicher Häresie das Anathema verhängen ließ.
Eutychius von Alexandria berichtet, dass Alexandria bis zu Beginn des 3. Jahrhunderts einziger Bischofssitz in Ägypten gewesen sei und Demetrius drei und Heraclas weitere 20 neue Bistümer dort kreiert habe. Heraclas war offenbar der erste ägyptische Bischof, der den Ehrentitel „Papa“ („Papst“, eigentlich: „Vater“) erhielt, den die Oberhäupter der koptischen Kirche bis heute tragen – für den römischen Bischof kommt die Bezeichnung erstmals unter Marcellinus rund 70 Jahre später auf. Damit kann Heraclas auch als erster ägyptischer Metropolit gelten.
Nachfolger im Amt wurde Dionysius. 

## Verehrung
Heraclas wird als Heiliger verehrt. Sein Festtag ist im Westen der 14. Juli, während die koptische und äthiopische Kirche seiner am 4. Dezember gedenkt.